# اکباتان دوم
اکباتان دوم نام یکی از نشریات دوران جنگ جهانی اول در همدان است. اولین شمارهٔ این نشریه در ۲۰ مارس ۱۹۱۵ میلادی به مدیریت و صاحب امتیازی میرزا ابوالقاسم اسماعیل‌زاده در ۴ صفحه به طور هفتگی با تیراژ ۵۰۰ نسخه در همدان انتشار یافت. انتشار این نشریه پس از ۳ شماره به علت کمبود بودجه تعطیل گردید و دوباره در همان سال به همت و سردبیری میرزاده عشقی منتشر گردید و به اکباتان‌نامه عشقی معروف گردید. این هفته‌نامه که در دوران آمد‌و‌رفت قوای حکومتی و بیگانه در همدان منتشر می‌شد، همچون نشریات دوره جنگ اخبار و حوادث جنگ و مطالب سیاسی داخلی و خارجی را درج می‌نمود با وجود عمر کوتاه این نشریه مسلک و مرام آن طرفداری از اتحاد اسلام و سیاست‌های نظامی عثمانی و آلمان در مقابل روس و انگلیس بود.